# إدمار فيكتوريانو
إدمار فيكتوريانو مواليد 10 نوفمبر 1975 في لواندا، هو لاعب كرة سلة أنغولي معتزل. مثّل منتخب بلاده. شارك في دورة الألعاب الأولمبية الصيفية سنة 1996. حقق المركز الأول في بطولة أمم أفريقيا لكرة السلة 1995. اعتزل اللعب في 2006.

## سجل المنافسة
شارك في المنافسات التالية:
- الألعاب الأولمبية الصيفية 2004
- الألعاب الأولمبية الصيفية 2000
- الألعاب الأولمبية الصيفية 1996

## الميداليات
| الميدالية | المسابقة                          |
| --------- | --------------------------------- |
| ذهبية     | بطولة أمم أفريقيا لكرة السلة 1995 |
| ذهبية     | بطولة أمم أفريقيا لكرة السلة 1999 |
| ذهبية     | بطولة أمم أفريقيا لكرة السلة 2001 |
| ذهبية     | بطولة أمم أفريقيا لكرة السلة 2003 |
| برونزية   | بطولة أمم أفريقيا لكرة السلة 1997 |

## روابط خارجية
- إدمار فيكتوريانو على موقع الاتحاد الدولي لكرة السلة (الإنجليزية)
- إدمار فيكتوريانو على موقع كرة السلة الأوروبية.كوم (الإنجليزية)
- إدمار فيكتوريانو على موقع ريلجم (الإنجليزية)
- إدمار فيكتوريانو على موقع بروبوليرز (الإنجليزية)
- إدمار فيكتوريانو على موقع سبورتس رفرنس (الإنجليزية)
- إدمار فيكتوريانو على موقع أوليمبيديا (الإنجليزية)